# Богатыри (отряд спецназначения ОООН НКГБ СССР)
Отряд спецназначения (оперативная группа) «Богатыри́» сформированный из личного состава 2-го ПДБМ ОООН НКГБ СССР, — разведывательно-диверсионный отряд, действовавший в годы Великой Отечественной войны, в тылу врага, на оккупированной территории БССР, в основном на участках железных дорог Минск — Барановичи, Барановичи — Лунинец, на шоссейной дороге Барановичи — Лунинец.

## Предыстория
Решение о формировании спецотряда было вызвано телеграммой следующего содержания:
```
Комиссару Государственной Безопасности СССР 
Меркулову В.Н.
 

Учитывая успешную работу в тылу врага специальных отрядов Четвертого Управления Вашего наркомата
[
2
]
, действовавших под командованием тт.
Каминского
, 
Матвеева
, 
Шихова
 и оказавших существенную помощь фронту в деле разрушения Унечского и Гомельского железнодорожных узлов противника, мы просим оказать дальнейшую помощь 
Белорусскому фронту
 посылкой Ваших диверсионно-разведывательных отрядов для воздействия на перевозки и разрушения основных железнодорожных коммуникаций в тылу врага.
В интересах фронта наиболее актуальной задачей является вывод из строя железнодорожных линий противника: станций Старушки, Лунинец, Пинск, Бобруйск, Минск–Бобруйск, а также получение разведданных о мероприятиях и действиях противника на этих участках.
В связи с намеченной вами выброской спецотрядов для действий в тылу врага на участке Белорусского фронта мы просим учесть наши пожелания в этом отношении и ориентировать часть ваших отрядов в самое ближайшее время на диверсионно-разведывательную работу в районах указанных выше железнодорожных линий противника.
Ваш представитель, ознакомленный с обстановкой на фронте, доложит о существующем положении на месте. Как и прежде, нами будет оказана необходимая помощь для переброски отрядов, связи с нами и успешного выполнения поставленных им задач.

Командующий войсками Белорусского фронта генерал армии 
Рокоссовский.

Член 
военного совета
 генерал-лейтенант 
Телегин.

Начальник штаба фронта генерал-полковник 
Малинин.

24 декабря 1943 года.
```

Конкретизируя задание, командующий фронтом поставил перед направляемыми в тыл врага отрядами задачу сбора данных о мероприятиях и действиях противника в районах Минска, Бобруйска, Пинска, железнодорожных станций Старушки и Лунинец; о месторасположении войск, аэродромов, складов, баз и других важных объектов; о перемещениях войск и характере грузовых военных перевозок и т. д. Эти данные необходимы были командованию в связи с разработкой плана операции «Багратион».

В ответ на просьбу фронта командование ОООН НКГБ сформировало в конце 1943 г. три новых спецотряда общей численностью 110 бойцов. Командование отрядами было поручено офицерам-чекистам А. Н. Шихову (отряд «Богатыри» — 46 бойцов, из них четыре офицера, двенадцать сержантов и тридцать рядовых.), Д. П. Распопову (отряд «Борцы» — 32 бойца), Д. И. Кузнецову (отряд «Молот» — 32 бойца). Отряды получили задание: посредством диверсий «воздействовать на коммуникации и маневренность войск врага в его тылу в направлении действий Белорусского фронта и вести разведывательную работу». В состав отрядов были включены семь офицеров состава фронтовой разведки и три сержанта — фронтовых радиста.

## Состав
| 1.  | Шихов Александр Никитич         | 1914 г.р. | .ююю.                    |        |                          | старший лейтенант     | командир отряда                 | русский   |
| 2.  | Августинович Степан Васильевич  | 1919 г.р. | юю.юю наградной лист 1   | оборот | :ннннн: наградной лист 2 | старшина              | старший радист                  | белорус   |
| 3.  | Алексеев Николай Иванович       | 1922 г.р. | юю.юю наградной лист 1   | оборот | :ннннн: наградной лист 2 | красноармеец          |                                 | русский   |
| 4.  | Балабаев Василий Петрович       | 1913 г.р. | юю.юю наградной лист 1   | оборот | нн:н:нн наградной лист 2 | старший сержант       |                                 | русский   |
| 5.  | Бахман Ольга Александровна      | 1919 г.р. | юю.юю наградной лист 1   | оборот | :ннннн: наградной лист 2 | красноармеец          |                                 | белоруска |
| 6.  | Безруков Филипп Демьянович      | 1915 г.р. | юю.юю наградной лист 1   | оборот |                          | красноармеец          | командир отделения              | русский   |
| 7.  | Бондаренко Василий Тимофеевич   | 1917 г.р. | юю.юю наградной лист 1   | оборот | нн:н:нн наградной лист 2 | красноармеец          |                                 | украинец  |
| 8.  | Бондаренко Октябрина Михайловна | 1924 г.р. | юю.юю наградной лист 1   | оборот | :ннннн: наградной лист 2 | красноармеец          | радистка                        | украинка  |
| 9.  | Бурондасов Борис Михайлович     | 1917 г.р. | юю.юю наградной лист 1   | оборот |                          | младший лейтенант     | зам. командира отряда           | русский   |
| 10. | Викторов Николай Прокофьевич    | 1907 г.р. | нн:н:нн                  |        |                          | майор госбезопасности | начальник разведки отряда       |           |
| 11. | Голуб Владимир Яковлевич        | 1922 г.р. | юю.юю наградной лист 1   | оборот | :н: наградной лист 2     | красноармеец          | пулемётчик                      | русский   |
| 12. | Горбенко Василий Данилович      | 1919 г.р. | юю.юю наградной лист 1   | оборот |                          | красноармеец          |                                 | украинец  |
| 13. | Ещенко Иван Степанович          | 1913 г.р. | юю.юю наградной лист 1   | оборот | нн:н:нн наградной лист 2 | ефрейтор              |                                 | русский   |
| 14. | Журавлев Александр Васильевич   | 1923 г.р. | юю.юю наградной лист 1   | оборот | нн:н:нн наградной лист 2 | красноармеец          |                                 | русский   |
| 15. | Зейдак Василий Карлович         | 1918 г.р. | юю.юю наградной лист 1   | оборот | нн:н:нн наградной лист 2 | красноармеец          | пулемётчик                      | латыш     |
| 16. | Иванов Борис Васильевич         | 1923 г.р. | юю.юю наградной лист 1   | оборот | :н: наградной лист 2     | ефрейтор              | подрывник                       | русский   |
| 17. | Игнатов Фёдор Иванович          | 1914 г.р. | юю.юю наградной лист 1   |        |                          | сержант               |                                 | русский   |
| 18. | Карюк Владимир Тимофеевич       | 1920 г.р. | юю.юю наградной лист 1   | оборот | :ннннн: наградной лист 2 | старший сержант       |                                 | украинец  |
| 19. | Кучеренко Тихон Акимович        | 1923 г.р. | юю.юю наградной лист 1   | оборот | нн:н:нн наградной лист 2 | красноармеец          |                                 | украинец  |
| 20. | Лабунец Виктор Артемьевич       | 1917 г.р. | юю.юю наградной лист 1   |        | :н: наградной лист 2     | ефрейтор              |                                 | украинец  |
| 21. | Ленев Иван Дмитриевич           | 1915 г.р. | юю.юю наградной лист 1   | оборот | :ннннн: наградной лист 2 | красноармеец          |                                 | русский   |
| 22. | Лоран-Астафьев Олег Евгеньевич  | 1922 г.р. |                          |        |                          | красноармеец          |                                 | русский   |
| 23. | Лукьянов Пётр Васильевич        | 1911 г.р. | нн:н:нн наградной лист 1 |        |                          | старший лейтенант     | командир группы из разведотдела | чуваш     |
|     |                                 |           |                          |        |                          |                       | штаба 1-го Белорусского фронта  |           |
| 24. | Мигаль Григорий Прокофьевич     | 1921 г.р. | юю.юю наградной лист 1   | оборот | :ннннн: наградной лист 2 | ефрейтор              |                                 | украинец  |
| 25. | Митрохин Егор Сергеевич         | 1915 г.р. | юю.юю наградной лист 1   |        | :ннннн: наградной лист 2 | сержант               | помощник старшины               | русский   |
| 26. | Михалёв Григорий Максимович     | 1912 г.р. | :ннннн: наградной лист 1 |        |                          | сержант               | старшина взвода                 | русский   |
| 27. | Никитюк Федор Иванович          | 1911 г.р. | юю.юю наградной лист 1   | оборот |                          | сержант               | командир отделения              | украинец  |
| 28. | Нужных Николай Фёдорович        | 1923 г.р. | юю.юю наградной лист 1   |        |                          | красноармеец          |                                 | русский   |
| 29. | Нунио Лукас                     | 1915 г.р. | юю.юю наградной лист 1   | оборот | :ннннн: наградной лист 2 | красноармеец          |                                 | испанец   |
| 30. | Паперека Владимир Кириллович    | 1921 г.р. | юю.юю наградной лист 1   | оборот |                          | красноармеец          |                                 | украинец  |
| 31. | Пономаренко Василий Иванович    | 1918 г.р. | юю.юю наградной лист 1   | оборот | :ннннн: наградной лист 2 | старший лейтенант     | фельдшер                        | украинец  |
| 32. | Раевский Анатолий Алексеевич    | 1924 г.р. | юю.юю наградной лист 1   | оборот | нн:н:нн наградной лист 2 | красноармеец          | подрывник-автоматчик            | русский   |
| 33. | Рамирес Антонио                 | 1917 г.р. | юю.юю наградной лист 1   | оборот | :ннннн: наградной лист 2 | старший сержант       |                                 | испанец   |
| 34. | Рыбакова Тамара Степановна      | 1920 г.р. | юю.юю наградной лист 1   | оборот | :ннннн: наградной лист 2 | сержант               | радистка                        | русская   |
| 35. | Соколова Анастасия Алексеевна   | 1924 г.р. | :ннннн: наградной лист 1 |        |                          | сержант               | радистка из разведотдела        | русская   |
|     |                                 |           |                          |        |                          |                       | штаба 1-го Белорусского фронта  |           |
| 36. | Стадник Николай Павлович        | 1923 г.р. | юю.юю наградной лист 1   | оборот | нн:н:нн наградной лист 2 | красноармеец          |                                 | украинец  |
| 37. | Стрижко Николай Николаевич      | 1915 г.р. | юю.юю наградной лист 1   | оборот | :н: наградной лист 2     | ефрейтор              | старшина взвода                 | белорус   |
| 38. | Уваров Ефим Васильевич          | 1915 г.р. | юю.юю наградной лист 1   | оборот |                          | сержант               | командир отделения              | русский   |
| 39. | Химин Павел Сергеевич           | 1924 г.р. | :ннннн: наградной лист 1 |        |                          | ефрейтор              | подрывник-автоматчик            | русский   |
| 40. | Цыганко Виктор Иванович         | 1924 г.р. | юю.юю наградной лист 1   | оборот | нн:н:нн наградной лист 2 | красноармеец          |                                 | украинец  |
| 41. | Шершнев Пётр Егорович           | 1924 г.р. | юю.юю наградной лист 1   | оборот | .н. наградной лист 2     | ефрейтор              | подрывник                       | русский   |
| 42. | Юрченко Пётр Варфоломеевич      | 1918 г.р. | нн:н:нн наградной лист 1 |        |                          | ефрейтор              | подрывник-автоматчик            | украинец  |
| 43. | Яцентюк Фёдор Зиновьевич        | 1903 г.р. | юю.юю наградной лист 1   | оборот | :ннннн: наградной лист 2 | красноармеец          | подрывник-автоматчик            | украинец  |
| 44. | Ячменев Николай Алексеевич      | 1926 г.р. | юю.юю наградной лист 1   | оборот | нн:н:нн наградной лист 2 | красноармеец          |                                 | русский   |
| 45. |                                 |           |                          |        |                          |                       |                                 |           |
| 46. |                                 |           |                          |        |                          |                       |                                 |           |

..ююю.. орден Ленина
нн:н:нн орден Красного Знамени
:ннннн: орден «Отечественной войны» 1 степени
нн:н:нн орден «Отечественной войны» 2 степени
:ннннн: орден Красной Звезды
:ннннн: орден Славы 1,2,3 степени
:ннннн: медаль «За отвагу»
юю.юю медаль «Партизану Отечественной войны» 1 степени
юю.юю медаль «Партизану Отечественной войны» 2 степени

## История
Павел Судоплатов, по сложившейся традиции, всегда приходил провожать отбывающие на задание оперативные группы.
10 января 1944 г. все три отряда прибыли из подмосковного дома отдыха «Зеленоградское» на Киевский вокзал столицы и погрузились в теплушки, прикрепленные к поезду «Москва — Брянск». Путь через Брянск и Унечу лежал в город Речица, где располагался штаб 1-го Белорусского фронта.

В Речице командиры отрядов встретились с командующим фронтом генералом армии К. К. Рокоссовским, который уточнил задания и отдал распоряжение обеспечить отряды транспортом и доставить в недавно освобожденный город Овруч. Морозным утром 14 января 1944 г. колонна «Студебеккеров» двинулась в сторону Овруча, куда прибыла на следующий день. Отсюда отрядам предстояло проникнуть через Бобруйские «ворота» в тыл врага и выйти в заданные районы действий. 17 января три отряда на восьми грузовиках были доставлены в деревню Тартак. Отсюда отрядам предстояло совершить лыжный переход к местам базирования. Бойцы несли на себе в общей сложности до 5 тонн различных грузов, включая рации «Белка», питание к ним, динамо-машину для зарядки раций, мины и тол. Но обстановка в Полесье оказалась более сложной, чем предполагалось: сюда прибыли новые части и гитлеровцы организовали глубокоэшелонированную оборону, закрыв тем самым лесные «ворота», соединявшие Житомирскую область с партизанским краем. Отрядам было приказано самостоятельно перейти линию фронта и продвигаться к месту назначения.

Первая попытка перехода линии фронта была неудачна. Три отряда: «Борцы», «Богатыри» и «Молот» переходили без достаточной разведки замёрзшую реку Ствига в районе Мерлиньских хуторов. Отряды были обстреляны и не вступая в бой, без потерь вернулись.

Отряд «Богатыри» А. Н. Шихова перешел линию фронта в ночь на 8 февраля 1944 г. в районе деревни Иванова слобода. Следующий день провели в заброшенных землянках на опушке леса. Ночью вышли к реке Припять в районе города Туров. Разведка посланная на мост обнаружила, что он охраняется и гарнизон слишком велик. Переправились западнее, на найденной дырявой лодке без вёсел. В лодке помещалось шесть бойцов, трое гребли вязанкой из ветвей, трое вычерпывали ледяную воду руками, потом двое переправляли лодку за новой партией. Выйдя к домику лесника, отряд остановился для сна и отдыха. Следующей ночью, при переходе железной дороги Мозырь — Пинск, отряд был обнаружен и обстрелян. Предвидя погоню, была устроена засада на охрану дороги. Двенадцать бойцов частично уничтожили конный отряд фашистов троекратно превосходивший их числом, остальные бежали. За оставшиеся шесть суток бойцы прошли около 200 км. Голодали: кушали по две-три картофелины в день. Форсировали реку Случь, преодолели Пинские болота и 17 февраля прибыли в село Чудин Ганцевичского района Барановичской области, которая и стала базой отряда. В 20-ти километрах от этого места, обосновался спецотряд «Борцы» старшего лейтенанта Распопова.

От желающих идти на задание не было отбоя. Часами мёрзли подрывники на железной дороге, поджидая эшелоны. Подрывали обычно толовыми шашками. Каждая — по 200 граммов. Вязали их вместе, чтобы получался вес 8-16 килограммов, копали яму под рельсом, аккуратно устанавливали заряд, вставляли взрыватель нажимного действия. Паровоз своей тяжестью прогибал рельсы, те, в свою очередь, давили на взрыватель, происходил взрыв.
Война на рельсах стала иной, когда у наших разведчиков появились друзья из железнодорожников. Это были путевые обходчики, стрелочники, диспетчеры, телеграфисты, багажные кассиры, начальники станций. По только им известным признакам, они передавали подрывникам Шихова сообщения о важных воинских эшелонах противника. Иногда удавалось даже точно узнать время, когда эшелон должен проследовать через тот или иной перегон.
Много у разведчиков было друзей среди железнодорожников, но особенно запомнились им путевой обходчик Вацлав Пробинский и слесарь-ремонтник Фёдор Маркович Сергейчук.

Взаимодействуя с соседними партизанскими отрядами, была получена и передана очень ценная информация для органов контрразведки СМЕРШ. Мария Андреевна Яцкевич школьная учительница, связанная с партизанским отрядом Сидорова (коммисар отряда Старухин), предложила своей бывшей ученице Лидии Даниловне Лавренюк устроиться на работу в Управу города Минск. Лавренюк была зачислена на должность секретаря-переводчика. С её помощью партизаны получали информацию, пропуска и справки. Лидия Даниловна, в поиске секретных военных сведений, смогла познакомиться с немецким офицером, представившимся как «Александр». Офицер оказался преподавателем в разведывательно-диверсионной школе. Поскольку в нём зрело понимание чудовищной сущности фашизма и скорый его крах, у Лидии получилось завербовать его. Александр через несколько дней принёс списки преподавателей и слушателей школы, фамилии и имена членов двух диверсионных групп, которые были намечены к переброске в начале июня, и район выброски. Сообщил о поступлении новых армейских соединений в этом районе. Позднее сообщал другие очень важные данные.

Разведке спецотряда стало известно о переброске крупных авиационных сил на аэродром в районе города Слуцк. Было необходимо обнаружить аэродром, определить систему его противовоздушной обороны. Кроме разведчиков отряда, сбором информации занимались, находящиеся на легальном положении местные девушки: Христина Гавриловна Плевако (Людмила) и Анна Артемьевна Сечко (Женя). Они предлагали охранникам еду и алкоголь, а те воровали для них на аэродроме бензин, гвозди, краску и прочее подобное. Так, разлагая охранников, подпольщицы имели возможность часто бывать у аэродрома, разговаривать с охранниками, это помогло им узнать о местах хранения авиабомб и топлива. Полученные данные были переданы в штаб 1-го Белорусского фронта. Советская авиация нанесла по аэродрому массированный удар.

Отряд вышел в тыл наступающей Красной армии 1 июля 1944 года.

## Результат
1. Направленные в соответствии с просьбой Верховного Совета 1-го Белорусского фронта в тыл противника оперативные группы НКГБ СССР, несмотря на трудные зимние условия и весеннюю распутицу, особенно в районе Пинских болот, карательные экспедиции и усиленную охрану железнодорожных и шоссейных коммуникаций, с поставленными задачами справилась.
2. Систематическая диверсионная работа оперативных групп на коммуникациях противника вынуждала немецкое командование сковывать значительное количество живой силы и техники (вплоть до танков) для охраны шоссейных и железных дорог и нанесла врагу значительный урон, регулярно нарушая нормальную работу прифронтовых коммуникаций.
3. Личный состав оперативных групп при выполнении поставленных задач в тяжёлых условиях в тылу противника показал стойкость и мужество и заслуживает быть отмеченным правительственными наградами.

     Приложение:

1) Перечень диверсионных операций, проведённых оперативными группами ст.лейтенантов: Шихова, Распопова и Кузнецова.

2) Схема районов диверсионной работы опергрупп.
Итоговые данные работы опергруппы старшего лейтенанта Шихова:

1. Пущено под откос эшелонов с живой силой и техникой противника 42

2. Подорвано бронепоездов 1

3. Уничтожено и повреждено при крушениях:

а) паровозов 47

б) вагонов и платформ 347

4. В результате диверсий прервано железнодорожное сообщение в общей сложности на 12 суток

5. Установлено на железных дорогах:

а) мин замедленного действия 15

б) фугасов с различными взрывателями 48

6. Сожжено шоссейных мостов 1

7. Уничтожен подъёмный кран 1

8. На шоссейных и грунтовых дорогах уничтожено:

а) танков 2

б) автомашин 9

в) орудий 2

г) полевых кухонь 1

9. Взорвана казарма полицейского гарнизона 1

10. Проведено боевых столкновений с противником 11

при этом уничтожив 25 вражеских солдат и офицеров.

11. Убито и ранено при крушениях воинских эшелонов и в боевых столкновениях солдат и офицеров противника 2450

12. Передано разведсводок о дислокации войск и военных объектов противника и сведений о совершённых диверсиях 175

Из личного состава отряда, при выполнении специальных заданий, погибло 2 бойца.
Начальник 8 отдела 4 Управления НКГБ СССР подполковник Студников.
— ЦАМО. Ф. 233. Оп. 2356. Д. 14. Л. 175-181

## Перечень диверсионных операций
1. 22.2.44 г. на ж. д. Барановичи – Лунинец, около ст. Старая Буда, подорван эшелон противника с продовольствием и боеприпасами. Разбито: 6 вагонов и паровоз. Движение приостановлено на 6 часов.

2. 1.3.44 г. на ж. д. Барановичи — Лунинец, около ст. Старая Буда, подорван аварийный поезд противника. Разбито: паровоз и два вагона. Движение приостановлено на 13 часов.

3. 1.3:44 г. на ж. д. Барановичи — Лунинец, на перегоне ст. Люсино, подорван эшелон противника с живой силой. Разбито: 8 вагонов и паровоз. Движение приостановлено на 17 часов. Убито и ранено 160 немецких солдат и офицеров.

4. 2.3.44 г. на ж. д. Барановичи — Лунинец, около ст. Старая Буда, подорван эшелон противника с живой силой. Разбито: 7 вагонов и паровоз. Движение приостановлено на 15 часов. Убито и ранено 120 солдат и офицеров противника.

5. 11.3.44 г. на ж. д. Барановичи — Лунинец, около ст. Старая Буда, подорван эшелон противника с живой силой. Разбито: 8 вагонов и паровоз. Движение приостановлено на 8 часов. Убито и ранено 150 солдат и офицеров противника.

6. 12.3.44 г. на ж. д. Барановичи — Лунинец, около ст. Люсино, подорван эшелон противника с продовольствием. Разбито: 3 вагона и паровоз. Движение приостановлено на 6 часов.

7. 23.3.44 г. на ж. д. Барановичи — Лунинец, около ст. Старая Буда, подорван эшелон противника с боеприпасами. Разбито: 4 вагона и паровоз. Движение приостановлено на 5 часов.

8. 7.4.44 г. на ж. д. Минск — Барановичи, около ст. Колосово, подорван эшелон противника с танками. Разбито 6 платформ и паровоз. Движение приостановлено на 6 часов.

9. 8.4.44 г. на ж. д. Минск — Барановичи, между станциями Столбцы и Городзей, подорван эшелон противника с живой силой. Разбито: 15 вагонов и паровоз. Движение приостановлено на 10 часов. Убито и ранено около 350 солдат и офицеров противника.

10. 9.4.44 г. на ж. д. Барановичи — Лунинец, около ст. Старая Буда, подорван эшелон противника с танками. Разбито: 13 платформ и паровоз. Движение приостановлено на 5 часов.

11. 12.4.44 г. на ж. д. Барановичи — Лунинец, около ст. Синявка, подорван эшелон противника с углем. Разбито: 5 вагонов и паровоз. Движение приостановлено на 8 часов.

12. 12.4.44 г. на ж. д. Барановичи — Лунинец, около ст. Старая Буда, подорван эшелон противника с живой силой. Разбито: 5 вагонов и паровоз. Движение приостановлено на 5 часов. Убито и ранено около 125 солдат и офицеров противника.

13. 18.4.44 г. на ж. д. Барановичи — Лунинец, около ст. Старая Буда, подорван эшелон противника с продовольствием и боеприпасами. Разбито: 4 вагона и паровоз. Движение приостановлено на 10 часов.

14. 18.4.44 г. на ж. д. Барановичи — Лунинец, около ст. Новая Буда, подорвано железнодорожное полотно. Движение приостановлено на 4 часа. Убито: офицер и 4 немецких солдата.

15. 21.4.44 г. на ж. д. Барановичи — Лунинец, около ст. Старая Буда, подорван эшелон противника с боеприпасами. Разбито: 8 вагонов и паровоз. Движение приостановлено на 8 часов.

16. 24.4.44 г. на ж. д. Минск — Барановичи, около ст. Столбцы, подорван эшелон противника с автомашинами. Разбито: 7 платформ и 2 вагона с обмундированием. Движение приостановлено на 8 часов.

17. 25.4.44 г. на ж. д. Барановичи — Лунинец, около ст. Люсино, подорван подъемный 16-тонный кран.

18. 25.4.44 г. на ж. д. Барановичи — Лунинец, около ст. Люсино, на МЗД-3 при разминировании подорвалось 7 офицеров и 8 солдат противника.

19. 26.4.44 г. на ж. д. Барановичи — Лунинец, около ст. Люсино, подорван эшелон противника с живой силой. Разбито: 4 вагона, 4 платформы с танками и паровоз. Движение приостановлено на 22 часа.

20. 13.4.44 г. на ж. д. Барановичи — Лунинец, около ст. Люсино, подорван эшелон противника с автомашинами и танками. Разбито: 9 платформ и паровоз. Убито до 20 немцев — из поездной охраны. Движение приостановлено на 23 часа.

21. 27.4.44 г. на ж. д. Барановичи — Лунинец, около ст. Старая Буда, подорван эшелон противника с живой силой. Разбито: 8 вагонов и паровоз. Движение приостановлено на 12 часов.

22. 28.4.44 г. на ж. д. Барановичи — Лунинец, около ст. Старая Буда, подорван эшелон противника с продовольствием. Разбито: 6 вагонов и паровоз. Движение приостановлено на 5 часов.

23. 28.4.44 г. на ж. д. Барановичи — Лунинец, около ст. Люсино, подорван эшелон противника с живой силой. Разбито: 3 вагона, 5 платформ и паровоз. Движение приостановлено на 19 часов. Убито 90 солдат и офицеров противника.

24. 28.4.44 г. подорвана шоссейная дорога Москва — Варшава. В результате взрыва движение приостановлено на 8 часов.

25. 9.5.44 г. на ж. д. Барановичи — Лунинец, около ст. Кулики, подорван эшелон противника с живой силой. Разбито: 4 вагона, 4 платформы и паровоз. Движение приостановлено на 15 часов. Убито и ранено около 100 солдат и офицеров противника.

26. 12.5.44 г. на ж. д. Барановичи — Минск, около ст. Городзей, подорван эшелон противника с техникой. Разбито: 6 платформ с автомашинами, 3 вагона с продовольствием, 2 платформы с танками и паровоз. Движение приостановлено на 8 часов.

27. 15.5.44 г. на ж. д. Барановичи — Лунинец, на перегоне станции Гансовичи — Люсино, подорвано 14 рельс. Движение приостановлено на 7 часов.

28. 16.5.44 г. на ж. д. Минск — Барановичи, около ст. Дзержинск, подорван эшелон противника с живой силой. Разбито: 2 вагона и паровоз. Движение приостановлено на 5 часов. Убито около 50 солдат и офицеров противника.

29. 19.5.44 г. на ж. д. Минск — Барановичи, около ст. Колосово, подорван эшелон противника с танками. Разбито: 13 платформ, 2 вагона с живой силой и паровоз. Движение приостановлено на 12 часов. Убито 50 солдат и офицеров противника.

30. 19.5.44 г. на ж. д. Минск — Барановичи, около ст. Дзержинск, подорван эшелон противника с живой силой. Разбито: 11 вагонов и паровоз. Движение приостановлено на 6 часов. Убито около 300 солдат и офицеров противника.

31. 21.5.44 г. на ж. д. Барановичи — Лунинец, около ст. Люсино, подорван эшелон противника с продовольствием. Разбито: 8 вагонов, 2 платформы с автомашинами и паровоз. Движение приостановлено на 22 часа. Убито и ранено
30 солдат и офицеров противника.

32. 22.5.44 г. на ж. д. Минск — Барановичи, около ст. Городзей, подорван эшелон противника с горючим. Разбито: 5 цистерн, 3 вагона с продовольствием и паровоз. Движение приостановлено на 8 часов.

33. 23.5.44 г. на ж. д. Барановичи — Лунинец, около ст. Гансовичи, подорван эшелон противника с боеприпасами. Разбито: 6 вагонов, 3 платформы с автомашинами и паровоз. Движение приостановлено на 21 час. Убито и ранено 30 солдат и офицеров противника.

34. 23.5.44 г. на ж. д. Барановичи — Лунинец, около ст. Гансовичи, подорван эшелон противника с живой силой. Разбито: 5 вагонов, 5 платформ с техникой и паровоз. Движение приостановлено на 28 часов. Убито и ранено около 120 солдат и офицеров противника.

35. 24.5.44 г. на шоссейной дороге Москва — Варшава, около дер. Зиновичи, подорвана автомашина противника. Убито трое немецких солдат.

36. 25.5.44 г. на шоссейной дороге, между д. Новинка и Яновичи, подорвана трехтонная автомашина противника. Убито два немецких солдата.

37. 27.5.44 г. на шоссейной дороге Люсино — Денисковичи подорван деревянный мост через р. Цна, длиной 17 метров.

38. 27.5.44 г. на ж. д. Барановичи — Лунинец, около ст. Старая Буда, подорван эшелон противника с живой силой и военной техникой. Разбито: 5 вагонов, 8 платформ и паровоз. Движение приостановлено на 11 часов. Убито и ранено около 150 солдат и офицеров противника.

39. 2.6.44 г. на ж. д. Барановичи — Лунинец, около ст. Люсино, подорвано 21 ж.-д. рельс. Движение приостановлено на 6 часов.

40. 6.6.44 г. на ж. д. Барановичи — Лунинец, около ст. Новая Буда, подорван эшелон противника с пушками. Разбито: 5 платформ и паровоз. Движение приостановлено на 10 часов.

41. 13.6.44 г. на ж. д. Барановичи — Лунинец, около ст. Новый Двор, подорван эшелон противника с техникой. Разбито: 4 платформы, 9 крытых вагонов и паровоз. Движение приостановлено на 14 часов.

42. 13.6.44 г. на ж. д. Минск — Барановичи, около ст. Отцеда, подорван эшелон противника с живой силой и техникой. Разбито: 2 вагона, 8 платформ и паровоз. Движение приостановлено на 9 часов. Убито 50 солдат и офицеров противника.

43. 15.6.44 г. на ж. д. Барановичи — Лунинец, около ст. Колосово, подорван эшелон противника с продовольствием. Разбито: 4 вагона и паровоз. Движение приостановлено на 16 часов.

44. 15.6.44 г. на ж. д. Барановичи — Лунинец, около ст. Колосово, подорвано ж.-д. полотно. Движение приостановлено на 3 часа. Убито два немецких солдата.

45. 16.6.44 г. на ж. д. Барановичи — Лунинец, около ст. Люсино, подорван эшелон противника с продовольствием и боеприпасами. Разбито 3 вагона и паровоз. Движение приостановлено на 10 часов.

46. 16.6.44 г. на ж. д. Барановичи — Лунинец, около ст. Люсино, подорван бронепоезд противника. Разбито: 8 броневагонов, 4 орудия, танк, бронепаровоз с двумя тендерами. Убито до 70 солдат и офицеров противника. Движение приостановлено на двое суток.

47. 17.6.44 г. на ж. д. Минск — Барановичи, около ст. Колосово подорван эшелон противника с техникой. Разбито: 5 платформ с автомашинами, 5 платформ с танками, 2 вагона и паровоз. Движение приостановлено на 8 часов.

48. 18.6.44 г. на ж. д. Барановичи — Лунинец, около ст. Новый Двор, подорван эшелон противника с продовольствием и боеприпасами. Разбито: 6 вагонов и паровоз. Движение приостановлено на 5 часов.

49. 18.6.44 г. на ж. д. Барановичи — Лунинец, около ст. Луща, миной MM подорван паровоз.

50. 19.6.44 г. на ж. д. Барановичи — Лунинец, на ст. Лунинец, миной MM подорвано 6 вагонов с горючим.

51. 21.6.44 г. на ж. д. Барановичи — Лунинец, около Нового Двора, подорван эшелон противника с живой силой. Разбито: 2 вагона, 1 платформа с пушками, 2 платформы с тягачами и паровоз. Движение приостановлено на 10 часов. Убито около 50 солдат и офицеров противника.

52. 22.6.44 г. на ж. д. Минск — Барановичи, около ст. Столбцы, подорван эшелон противника с живой силой. Разбито: 4 вагона, 5 вагонов с продовольствием и паровоз, 17 платформ с автомашинами. Движение приостановлено на 9 часов. Убито около 100 солдат и офицеров противника.

53. 23.6.44 г. на ж. д. Барановичи — Лунинец, около ст. Ганцевичи, подорван эшелон противника с техникой. Разбито: 7 платформ, 4 вагона с обмундированием и паровоз. Движение приостановлено на 17 часов. Убито до 50 солдат и офицеров противника.

54. 23.6.44 г. на ж. д. Барановичи — Лунинец, около ст. Люсино, подорван эшелон противника. Разбито: 3 платформы и паровоз. Движение приостановлено на 17 часов.

55. 24.6.44 г. на ж. д. Лунинец — Житковичи, между ст. Лахва и Синкевичи, подорван эшелон противника с лесоматериалом. Разбито 6 платформ и паровоз. Движение приостановлено на 12 часов.

56. 25.6.44 г. на ж. д. Барановичи — Слуцк, около ст. Ляховичи, подорван эшелон с боеприпасами. Разбито: 8 вагонов и паровоз. Движение приостановлено на 13 часов.

57. 27.6.44 г. на шоссейной дороге Барановичи — Лунинец, около д. Люсино, подорвана полевая кухня. Убито: 3 немца и 2 лошади.

58. 29.6.44 г. на участке шоссейной дороги Негорелое — Столбцы подорвана 3-тонная автомашина противника.

59. 29.6.44 г. на шоссейной дороге Барановичи — Лунинец, около ст. Люсино, подорвана автомашина и противотанковое орудие. Убито 14 солдат и офицеров противника.

60. 30.6.44 г. на шоссейной дороге Барановичи — Лунинец, около д. Люсино, подорвана автомашина с прицепом. Убито и ранено 21 немецкий солдат и 3 офицера.

61. 30.6.44 г. на шоссейной дороге Барановичи — Лунинец, около д. Люсино, подорван танк противника. Убито 8 и ранено 2 немецких солдата.

62. 30.6.44 г. на шоссейной дороге Барановичи — Лунинец, около д. Люсино, подорвана 75-мм пушка противника. Убито 6 немецких солдат и две лошади.

63. 30.6.44 г. на ж. д. Барановичи — Лунинец, около ст. Люсино, миной MM подорван броневагон и танк противника.
— ЦАМО. Ф. 233. Оп. 2356. Д. 14. Л. 182-194